# Энфилдское чудовище
Энфилдское чудовище или Зверь из Энфилда (англ. Enfield Monster) — криптид, загадочное существо, по рассказам очевидцев несколько раз наблюдавшееся около населённого пункта  Энфилд в штате Иллинойс в 1973 году. Названо соответственно по месту наблюдения.

## История наблюдений
25 апреля 1973 года около половины десятого вечера местный житель МакДэниел, проводивший время у себя дома, услышал царапающий звук у входной двери. Выглянув наружу, мужчина не смог чётко увидеть и разобрать в темноте «нежданного гостя». Он посчитал, что это был медведь. Вооружившись и взяв фонарик, МакДэниел вышел из дома и, светя фонариком, увидел поодаль между двумя кустами шиповника невиданное создание. Позже свидетель рассказывал, что отчётливо разглядел у существа три ноги и задние лапы, небольшое тело и короткие две руки либо передние лапы. Также высотой существо достигало 4,5 футов, имело сероватый окрас тела. Пара глаз якобы светилась розовым цветом, каждый из которых был размером с линзу от фонарика. Позже МакДэниел добавил, что он даже нашёл в существе черты человеческого тела.
Затем по рассказу МакДэниела он произвёл четыре выстрела из оружия, один из которых попал в незваного гостя. После чего монстр зашипел подобно дикой кошке, а затем тремя прыжками преодолел расстояние в 50 футов к железнодорожной насыпи и скрылся. МакДэниел обратился в полицию, которая обнаружила возле дома очевидца на мягкой земле следы. МакДэниел описал их подобными собачьим с шестью пальцами. Полицейские учли, что МакДэниел был трезв. Позже очевидец даже предполагал, что существо прибыло в этот мир с другой планеты и это не единственный такой представитель.
Прибывшие на место инцидента следователи выяснили, что 10-летний сосед МакДэниела Грег Гарретт тоже столкнулся с тем существом за полчаса до того, как это сделал второй. Мальчик якобы видел, как существо разорвало его сникеры в клочья. Позже Грег сообщил, что его рассказ ложный, он всего лишь хотел пошутить над МакДэниелом.
6 мая МакДэниел позвонил на радиостанцию WWKI, вещающую в соседнем штате Индиана, и сообщил, что снова видел то загадочное существо в три часа утра. На сей раз чудовище было замечено на железной дороге близ дома МакДэниела. Тот утверждал, что не стрелял и оно никуда не спешило. В тот же день поисковая группа во главе с директором новостного вещания WWKI Риком Рейнбау исследовала этот район и якобы выявила обезьяноподобное существо, находившееся недалеко от дома МакДэниела. Группа успела записать крики существа прежде, чем то убежало от её выстрелов. Криптозоолог Лорен Коулман изучил данную запись.
Через пару дней на местной радиостанции сообщилось, что полиция задержала пятерых парней, которые прибыли в Энфилд, дабы найти это чудовище и сделать фотоснимки. Ребята также были вооружены. Они говорили полиции, что видели существо. Местный шериф посчитал эту информацию недостоверной, заявив, что парни преувеличили в рассказе, к тому же много выпили. Им предъявили обвинения в нарушении правил охоты.

## Предположения и доводы
Уже 27 апреля 1973 года в различных газетах по всему Иллинойсу разнеслась информация об инцидентах и встречах людей с чудовищем из Энфилда. После ареста пяти парней жители забеспокоились, как бы вести о загадочном монстре не побудили других желающих провести собственное «вооружённое расследование», принять за чудовище домашний скот и перебить его. 
Было выдвинуто предположение, что за монстра очевидцы как раз приняли сбежавшего из соседнего зоопарка кенгуру. А наличие якобы трёх лап объяснялось тем, что кенгуру имеет хвост, который к тому же в темноте вполне можно принять за третью лапу. МакДэниел однако заявил, что ничего общего то существо с кенгуру не имело. В доказательство мужчина сообщил, что когда-то сам держал кенгуру и знает, какое строение у них имеет тело и что у кенгуру иные следы. После распространения информации об Энфилдском чудовище некий житель из Огайо связался с местным новостным центром и сообщил, что то существо вполне могло быть его домашним кенгуру, который пропал годом ранее.
Немногим позже Юнайтед Пресс Интернэшнл процитировало некого студента-антрополога, что чудовище могло быть дикой обезьяной. Множество таких животных наблюдалось в штате Миссисипи с 1941 года.
В 1978 году исследователи Университета Западного Иллинойса провели собственное расследование, проанализировали и сделали вывод об инцидентах с монстром из Энфилда. По результатам их работы было объявлено, что вся эта информация с существом преувеличена местными сплетнями и слухами и её смело можно отнести к мистификации.